# Бригадейру
Бригадейру (порт. brigadeiro) — традиционный бразильский десерт, основными ингредиентами которого являются сгущённое молоко, какао-порошок и сливочное масло. Для украшения десерта используется шоколадная кондитерская посыпка.

## История создания
Происхождение названия «бригадейру» связано с президентской кампанией бригадира («бригадейру») Эдуарду Гомеша, кандидата от Национального демократического союза (англ.) на пост президента Бразилии в 1946 году. Кондитер из Рио-де-Жанейро Элоиза Набуко де Оливейра, поддержавшая кандидатуру «бригадейру», создала новое кондитерское изделие и назвала его в честь кандидата. Doce de brigadeiro («Досе де бригадейру», «Бригадирская сладость») быстро стала популярной по всей стране, а её название со временем было сокращено до просто «бригадейру». Несмотря на это, бригадир Эдуарду Гомеш выборы проиграл, а президентом Бразилии стал генерал Эурику Гаспар Дутра.

## Современность
На сегодняшний день, бригадейру — популярное кондитерское изделие, которое распространено по всей Бразилии. Бригадейру готовят дома, а также подают в кафе и пекарнях. Бригадейру обычно формируется в виде маленьких шариков, покрытых шоколадной посыпкой. Смесь для приготовления бригадейру также может быть выложена в небольшую ёмкость и съедена ложкой, этот вариант блюда известен как brigadeiro de colher. В последние годы в Бразилии стали популярны различные эксперименты с составом начинки и обсыпки бригадейру (среди наиболее популярных вариаций — пирожные, декорированные кокосовой стружкой или какао-порошком), а бразильские иммигранты завезли свой любимый десерт во множество других стран.

## Галерея
- Бригадейру двух видов на подносе
- Бригадейру трёх видов
- Один из новых вариантов бригадейру — банановый
- Один из новых вариантов бригадейру — с целой ягодой свежей клубники внутри